# Steiermark Schau
Die Steiermark Schau (als Wortmarke in Großbuchstaben: STEIERMARK SCHAU) ist die 2021 erstmals unter diesem Namen gezeigte Landesausstellung der Steiermark.

## Geschichte
Die Steiermark  Schau setzt mit einer innovativen Neuinterpretation der Steirischen Landesausstellungen (1959 bis 2006) und der Regionale (2008 bis 2012) alle zwei Jahre gesellschaftlich bedeutende Themen aus künstlerischer und wissenschaftlicher Perspektive in Szene. Das vom Land Steiermark im Jahr 2021 ins Leben gerufene Format wird auch in seiner dritten Auflage vom Universalmuseum Joanneum umgesetzt. Nachdem sich die erste Ausgabe auf die Entwicklung, Identität und Zukunft der Steiermark konzentrierte, erkundete die zweite Ausgabe im Jahr 2023 die Vielfalt des Lebens am Hauptstandort Tierwelt Herberstein.

## Steiermark  Schau 2025
Im Jahr 2025 soll die dritte Steiermark Schau auf Schloss Eggenberg stattfinden. Das UNESCO-Welterbe sowie alle Museen vor Ort laden  Besucher ein, einen  Blick auf die Geschichte des Schlosses und  seine Bewohner zu werfen. Auch 2025 soll ein Pavillon die Schau komplettieren, die  vergangene Welt des Barocks und dessen Herausforderungen in die Gegenwart übersetzen und einen Bogen in die Region und über die Landesgrenzen hinaus spannen. Im Rahmen einer Pressekonferenz wurden erste Einblicke in das Konzept für  2025 gegeben.
2025 jährt sich der Entschluss des ersten Fürsten von Eggenberg, den alten Familiensitz zur repräsentativen Residenz auszubauen, zum 400. Mal. Dies bildet den Anlass, diesem  Haus eine Ausstellung zu widmen.
Das Münzkabinett  beleuchtet die Geld- und Wirtschaftsgeschichte des 17. Jahrhunderts sowie den geldgeschichtlichen Hintergrund, vor dem sich Aufstieg und Niedergang der Dynastie der Eggenberger abgespielt haben. Und schließlich wird das Archäologiemuseum die Besucher  auf eine Reise in das Graz des 17. Jahrhunderts einladen.
Der Pavillon bildet einen zentralen Bestandteil der STEIERMARK SCHAU. Wie  in den Vorjahren soll er  Impulse und Denkanstöße liefern und  die Themen der Schau aus zeitgenössischer, künstlerischer Sicht reflektieren. Dabei verbindet er die  Welt des Barocks mit den  Herausforderungen der Gegenwart und wird aus drei mobilen Teilen bestehen, die bei seiner Preview in Wien vereint präsentiert werden. Ein Teil wird während der gesamten Laufzeit der Schau 2025 am Standort Eggenberg zu besuchen sein, die weiteren Teile tragen die Schau in die Region und darüber hinaus. Die kuratorische Leitung übernimmt Günther Holler-Schuster, der gemeinsam mit Künstlern die Bespielung der Pavillonteile erarbeiten wird. Die architektonische Gestaltung wurde als geladener, anonymer Realisierungswettbewerb ausgelobt.

## Steiermark  Schau 2023
Die zweite Steiermark Schau widmete sich ab April 2023 der Vielfalt des Lebens. Hauptschauplatz war die Tierwelt Herberstein, die seit 2022 zum Universalmuseum Joanneum gehört. Dabei war die Steiermark Schau durch ein mobiles Ausstellungselement ergänzt.
Unter dem Titel „Vielfalt des Lebens“ beschäftigte sich die Steiermark Schau 2023 in einem neuen „Haus der Biodiversität“ und mit Stationen in der Tierwelt Herberstein sowie im angrenzenden Naturschutzgebiet Feistritzklamm mit der Faszination, der Bedeutung und der Bedrohung der Biodiversität in der Natur. Damit wurde  die Bedeutung und  die Notwendigkeit der Erhaltung der Artenvielfalt am Beispiel der Steiermark aufgegriffen.
Ein von Alexander Kada gestaltetes mobiles Ausstellungselement beleuchtete das Thema der Steiermark Schau auch im Jahr 2023 aus künstlerischer Perspektive. Der mobile Pavillon war von 23. März 2023 bis 3. April 2023 in Wien zu sehen, mit einer immersiven Video-Ausstellung zum Thema Atmosphären, kuratiert von Astrid Kury. Bis zum Ende der Steiermark Schau 2023 am 5. November 2023 hat er vor den Toren der Tierwelt Herberstein gestanden.
Federführend bei der Konzeption der Steiermark Schau 2023 waren die Abteilung Naturkunde am Universalmuseum Joanneum und die Tierwelt Herberstein.

## Steiermark  Schau 2021
Die Steiermark Schau 2021 fand von 10. April 2022 bis 31. Oktober 2021 statt. Sie wurde im Auftrag des Landes Steiermark vom Universalmuseum Joanneum realisiert und umfasste vier Teilprojekte, die an drei Grazer Standorten des Joanneums und in einem mobilen Pavillon an anderen Orten gezeigt wurden.
Die Schau wurde als umfassende Selbstreflexion des Landes Steiermark angelegt und hat historische Entwicklungen, gesellschaftlichen Wandel, Zukunftsvisionen und künstlerische Positionen aufgezeigt, die in einem gemeinsamen Kontext eine vielschichtige Erzählung ergeben. Kulturpolitisch versteht sich das Vorhaben als überregional wahrnehmbare Bühne für Kunst und Kultur des Landes.

### Ausstellungsthemen
- Museum für Geschichte – was war: Das Museum für Geschichte im Palais Herberstein in der Grazer Innenstadt befasste sich in seiner Ausstellung „was war - Historische Räume und Landschaften“ mit dem Wechselspiel zwischen Mensch und Natur. Die Schau führt in zwölf Teilen durch alle Regionen der Steiermark und zeigte anhand konkreter Beispiele, wie sich Zeiten und Epochen in die Landschaft eingeschrieben haben. Der behandelte Zeitraum reichte von der frühen Siedlungsgeschichte des Landes und den prähistorischen und römerzeitlichen Spuren bis in das 20. Jahrhundert.[4]
- Volkskundemuseum – wie es ist: Die Ausstellung „wie es ist. Welten - Wandel - Perspektiven“ im Volkskundemuseum, das anlässlich der Steiermark-Schau 2021 neu aufgestellt wurde, widmete sich der gegenwärtigen gesellschaftlichen Situation im Land, den Menschen, die heute in der Steiermark leben oder mit dem Bundesland verbunden sind. Dabei wurde nach Fremd- und Selbstbildern, der Gestaltung von Leben, Umwelt und Gesellschaft ebenso gefragt wie nach dem Umgang mit gesellschaftlichen oder technologischen Umbrüchen von gestern und heute. Typisch steirische Objekte, Produkte und (Selbst-)Bilder sollen über für die Steiermark bedeutsame Phänomene und Entwicklungen sowie über die Bedeutung von Identität in krisenhaften Zeiten nachdenken lassen.[5]
- Kunsthaus Graz – was sein wird: Die Ausstellung „was sein wird. Von der Zukunft zu den Zukünften“ im Kunsthaus Graz entwarf mögliche Zukunftsszenarien für das Leben in der Steiermark in verschiedenen Bereichen. In Kooperation mit regionalen Forschungsinstitutionen und Unternehmen sowie Kunstschaffenden wurden die Themen Strukturwandel im ländlichen Raum, Logistik, Mobilität, Digitalisierung, Landwirtschaft, Kreislaufwirtschaft, Altern, Migration und Geschlechtergerechtigkeit behandelt.

- Mobiler Pavillon – wer wir sind: Als Expositur der Steiermark-Schau machte ein mobiler Pavillon, entworfen von Alexander Kada und mit 800 m² Schaufläche, in Wien, Hartberg, Spielberg, Schladming und Bad Radkersburg Station. Zu sehen war die von Astrid Kury kuratierte Ausstellung „wer wir sind. Kunst - Vielfalt - Landschaft“. Kernstück war eine Video-Rauminstallation mit Beiträgen, die sich mit den (Kultur-)Landschaften des Landes Steiermark auseinandersetzten. Die Filme stammten von steirischen Künstlerinnen und Künstlern der jungen und mittleren Generation. Weitere Filme sollen zur Auseinandersetzung mit der regionalen Kunst- und Innovationslandschaft, der Biodiversität in Kulturlandschaften, der Sprachenvielfalt in steirischen Sprachlandschaften sowie mit dem Kulturaustausch anregen.